# Sreejesh Parattu
Parattu Raveendran Sreejesh (parfois appelé couramment Sreejesh Parattu) né le 8 mai 1988 est un joueur de hockey sur gazon professionnel indien qui joue en tant que gardien de but et ancien capitaine de l'équipe nationale indienne. Il joue dans le Championnat indien pour Uttar Pradesh Wizards. Sreejesh a joué un rôle essentiel dans la médaille de bronze de l'équipe nationale indienne aux Jeux olympiques. Il a remporté le prix meilleur joueur de hockey sur gazon de l'année (2020–2021) du meilleur gardien de but masculin.

## Première vie
Sreejesh est né le 8 mai 1988, dans le village de Kizhakkambalam, dans le district d'Ernakulam du Kerala, de P. V. Raveendran et Usha, une famille d'agriculteurs. Il a terminé ses études primaires à l'école primaire inférieure St. Antony à Kizhakkambalam et il a étudié jusqu'à la sixième norme au lycée St. Joseph à Kizhakkambalam.
Enfant, il s'entraînait comme sprinteur, avant de passer au saut en longueur et au volleyball. À 12 ans, il intègre la GV Raja Sports School à Thiruvananthapuram. C'est là que son entraîneur lui a suggéré de devenir gardien de but,. Il est devenu professionnel après avoir été choisi par l'entraîneur de hockey Jayakumar à l'école, après quoi il a joué à l'école avant de jouer à la Coupe Nehru. Il a obtenu son diplôme en histoire du Sree Narayana College, Kollam, Kerala.
En 2017, le gouvernement indien lui a décerné la quatrième plus haute récompense civile Padma Shri pour son travail dans le domaine du sport,.

## Carrière

### International
Sreejesh a fait partie de l'équipe nationale junior en 2004, lors d'un match contre l'Australie à Perth, en 2004. Il a fait ses débuts dans l'équipe nationale senior en 2006, aux Jeux sud-asiatiques à Colombo. Après la victoire de l'Inde à la Coupe d'Asie junior 2008, il a reçu le prix du "Meilleur gardien de but du tournoi". Ayant fait partie de l'équipe indienne pendant six ans, bien que perdant souvent sa place au profit des gardiens seniors, Adrian D'Souza et Bharat Chettri, il est un membre régulier depuis 2011, après avoir sauvé deux pénalités coup lors de la finale du Trophée des champions d'Asie à Ordos, Chine, contre Pakistan, une performance gagnante. Son deuxième prix du «Meilleur gardien de but du tournoi» a été décerné à la Coupe d'Asie 2013, l'Inde terminant deuxième du tournoi. Il faisait partie de l'équipe qui a remporté des médailles d'argent.
Sreejesh avait auparavant joué pour l'Inde aux Jeux olympiques d'été de 2012 à Londres, puis à la Coupe du monde en 2014. Aux Jeux asiatiques de 2014 à Incheon, Corée du Sud, il a joué dans la médaille d'or remportée par l'Inde, lorsqu'il a sauvé deux coups de pénalité contre le Pakistan en finale. Lors des éditions 2014 et 2018, il a été nommé "Gardien de but du tournoi". Après des performances impressionnantes en 2014, il a été nommé pour le prix du meilleur gardien de but masculin ; il a finalement perdu contre Jaap Stockmann des Pays-Bas. Il était le capitaine de l'équipe qui a remporté la médaille d'argent au Champions Trophy 2016 qui s'est tenu à Londres.
Le 13 juillet 2016, Sreejesh s'est vu confier les responsabilités de capitaine de l'équipe indienne de hockey, succédant à Sardar Singh.
Aux Jeux olympiques de 2016 à Rio, Sreejesh a mené l'équipe indienne de hockey aux quarts de finale du tournoi.
Aux Jeux Olympiques de Tokyo, le 5 août 2021, Sreejesh a joué un rôle clé dans la défaite de l'Allemagne pour décrocher la médaille de bronze pour l'Inde après 41 ans,.
Sreejesh est en course pour l'athlète mondial de l'année et selon les rapports, le vote en ligne commencera le 10 janvier 2022 et se terminera le 31 janvier 2022.

### Club
Lors de la vente aux enchères de la saison inaugurale du Championnat indien, Sreejesh a été acheté par la franchise de Mumbai pour 38 000 US$. Il a joué deux saisons pour leur équipe, Mumbai Magicians. En 2014, il a été acheté par Uttar Pradesh Wizards pour US$69 000 et depuis la saison 2015, il joue pour eux. PR Sreejesh est devenu le deuxième Indien à remporter le "Athlète mondial de l'année" après Rani Rampal.

## Vie personnelle
Sreejesh a épousé sa petite amie de longue date Aneeshya, une ancienne sauteuse en longueur et médecin ayurvédique. Ils ont une fille (née en 2014) Anusree. Son fils, Sreeansh, est né en 2017. Il est actuellement employé en tant qu'organisateur sportif en chef au sein du Gouvernement du Kerala et du Département de l'enseignement général et supérieur. Sreejesh est membre du Rotary club de Kizhakkambalam, district 3201.

## Prix
- 2021 - Khel Ratna Award, la plus haute distinction sportive de l'Inde[23].
- 2022- "Athlète mondial de l'année 2021"[24].